# Bull (serie televisiva 2016)
Bull è una serie televisiva statunitense, prodotta dal 2016 al 2022 per sei stagioni e trasmessa dal canale statunitense CBS.

## Trama
La serie segue i dipendenti della Trial Analysis Corporation (TAC), una società di consulenza che analizza i giurati di un processo. La società è guidata da Jason Bull, psicologo ed esperto in scienze forensi che, insieme alla sua squadra, usa le sue abilità per selezionare ed analizzare i giurati migliori per i suoi clienti, aiutando gli avvocati difensori ad elaborare strategie di difesa vincenti.

## Episodi
| Stagione         | Episodi | Prima TV USA | Prima TV Italia |
| ---------------- | ------- | ------------ | --------------- |
| Prima stagione   | 23      | 2016-2017    | 2016-2017       |
| Seconda stagione | 22      | 2017-2018    | 2018            |
| Terza stagione   | 22      | 2018-2019    | 2019            |
| Quarta stagione  | 20      | 2019-2020    | 2020            |
| Quinta stagione  | 16      | 2020-2021    | 2021            |
| Sesta stagione   | 22      | 2021-2022    | 2022            |

## Personaggi e interpreti

### Principali
- Dottor Jason Bull (stagione 1-6), interpretato da Michael Weatherly e doppiato da Alessandro Quarta.
 È uno psicologo e titolare di tre dottorati di ricerca in psicologia, oltre a una licenza di pilota, che ora possiede e gestisce Trial Analysis Corporation (TAC). Lui stesso odia gli avvocati per aver fallito due volte l'esame di avvocato, infrangendo il suo sogno di diventare un avvocato, e ha avuto un'infanzia difficile.
- Benny Colón (stagione 1-5), interpretato da Freddy Rodríguez e doppiato da Fabrizio Vidale.
 Fratello minore di Izzy e cognato e grande amico di Bull. Da procuratore passa a consulente legale TAC e poi avvocato. Nella sesta stagione viene rivelato che Benny ha lasciato New York per sposare una donna con cui era uscito solo un mese e si è trasferito a Roma con lei.
- Marissa Morgan (stagione 1-6), interpretato da Geneva Carr e doppiata da Barbara De Bortoli.
 Psicologa ed esperta di neurolinguistica, in precedenza ha lavorato presso la Homeland Security. Nel finale della seconda stagione, Marissa inizia a mettere in dubbio la sua dipendenza da Bull.
- Chunk Palmer (stagione 1-6), interpretato da Christopher Jackson e doppiato da Franco Mannella.
 Uno stilista di moda che in precedenza ha lavorato presso Vogue. Prepara i clienti di TAC per il tribunale. Dalla stagione 2, inizia a frequentare la scuola di legge e stabilisce una connessione instabile con la figlia precedentemente sconosciuta, Anna. Dalla quarta stagione diventa il secondo avvocato del TAC
- Danielle "Danny" James (stagione 1-6), interpretato da Jaime Lee Kirchner e doppiata da Eleonora Reti.
 L'investigatore della squadra, che lavorava come detective della polizia di New York e per l' FBI.
- Cable McCrory (stagioni 1-2), interpretata da Annabelle Attanasio e doppiata da Gaia Bolognesi.
 Esperta di computer della squadra che è anche un abile hacker. A metà della stagione 2, Cable viene brevemente licenziata dopo aver infranto la legge. Tuttavia, quando Cable aiuta segretamente la TAC a ottenere informazioni relative a un caso senza dirglielo, Bull lo deduce e la riassume. Muore nella terza stagione quando un ponte su cui sta guidando crolla sotto di lei.
- Taylor Rentzel (stagione 3-6), interpretata da MacKenzie Meehan e doppiata da Emanuela Damasio.
 Un'esperta informatica e collega di Marissa dalla NSA. Dopo la morte di Cable, Taylor viene assunta per ricoprire la sua posizione. È una madre single, Taylor insiste con Bull prima di accettare la posizione secondo cui i bisogni di suo figlio verranno sempre prima di quelli di TAC.
- Isabella "Izzy" Colón (stagione 1-4 ricorrente, stagione 5-6), interpretata da Yara Martinez.
 La sorella di Benny che è anche l'ex moglie di Bull. Bull e Izzy hanno un appuntamento mentre il suo secondo matrimonio sta andando in pezzi, il che porta Izzy a rimanere incinta e poi a dare alla luce la loro figlia, Astrid. Successivamente, lei e Bull si risposano.

### Ricorrenti
- Liberty Davis (stagione 1), interpretata da Dena Tyler e doppiata da Valeria Vidali.
 Un nuovo avvocato che occasionalmente lavora con la squadra di Bull durante i processi. Con l'aiuto di Bull, guadagna rispetto ed esperienza come avvocato.
- Diana Lindsay (stagione 1-3, guest 6), interpretata da Jill Flint e doppiata da Letizia Ciampa.
 Un importante avvocato del Texas con cui Bull ha una storia, sia professionale che romantica.
- J. P. Nunnelly (stagione 1), interpretata da Eliza Dushku e doppiata da Federica De Bortoli.
 Esperta capo della miglior impresa per la difesa penale di New York. J.P. Nunnelly lavorerà con Jason Bull, quando lui la assumerà per aiutarlo ad evitare il carcere per Benny. Ha un flirt con Bull.
- Kyle Anderson (stagione 2), interpretato da Gary Wilmes e doppiato da Francesco Bulkaen.
 L'interesse amoroso di Marissa nella seconda stagione. Successivamente si scopre essere un ladro che ha rubato dei soldi a Marissa.

## Produzione
La serie è liberamente ispirata alla vita del famoso psicologo e presentatore televisivo statunitense Phil McGraw, conosciuto anche come "Dr. Phil", che è stato attivo, prima del suo lavoro in televisione, come un cosiddetto "consulente di processo", ovvero un particolare tipo di esperto che aiuta gli avvocati nei processi, in particolare con la selezione dei giurati e con consigli sugli aspetti della comunicazione (verbale e non), atti ad aumentare le possibilità di successo.

## Distribuzione
In Italia il primo episodio della serie è andato in onda il 13 novembre 2016 su Rai 2, mentre i restanti sono stati trasmessi a partire dal 12 febbraio 2017. Il 23 marzo 2017 la serie viene rinnovata per la seconda stagione, che viene trasmessa negli Stati Uniti d'America dal 26 settembre 2017, mentre in Italia su Rai 2 dal 7 gennaio 2018. Il 18 aprile 2018 la CBS ha rinnovato la serie per la terza stagione che viene trasmessa da settembre 2018. Il 9 maggio 2019, viene rinnovata per una quarta stagione., la cui prima puntata negli Stati Uniti d'America è stata trasmessa il 23 settembre 2019. A fine maggio 2020 la Rai annuncia la messa in onda della quarta stagione, in prima visione su Rai 2. Contestualmente, la serie viene rinnovata per una quinta stagione in onda su Rai 2 a partire dalla primavera 2021.
Il 15 aprile 2021 la serie viene rinnovata per una sesta stagione, la cui prima puntata è stata trasmessa in prima visione negli USA sempre da CBS, il 7 ottobre 2021. Il 19 gennaio 2022 Michael Weatherly annuncia che lascerà la serie in questa stagione, di conseguenza la stagione 6 sarà l'ultima, la rete ha cancellato la serie dopo 6 stagioni e 125 episodi trasmessi.